# Charles Maturin

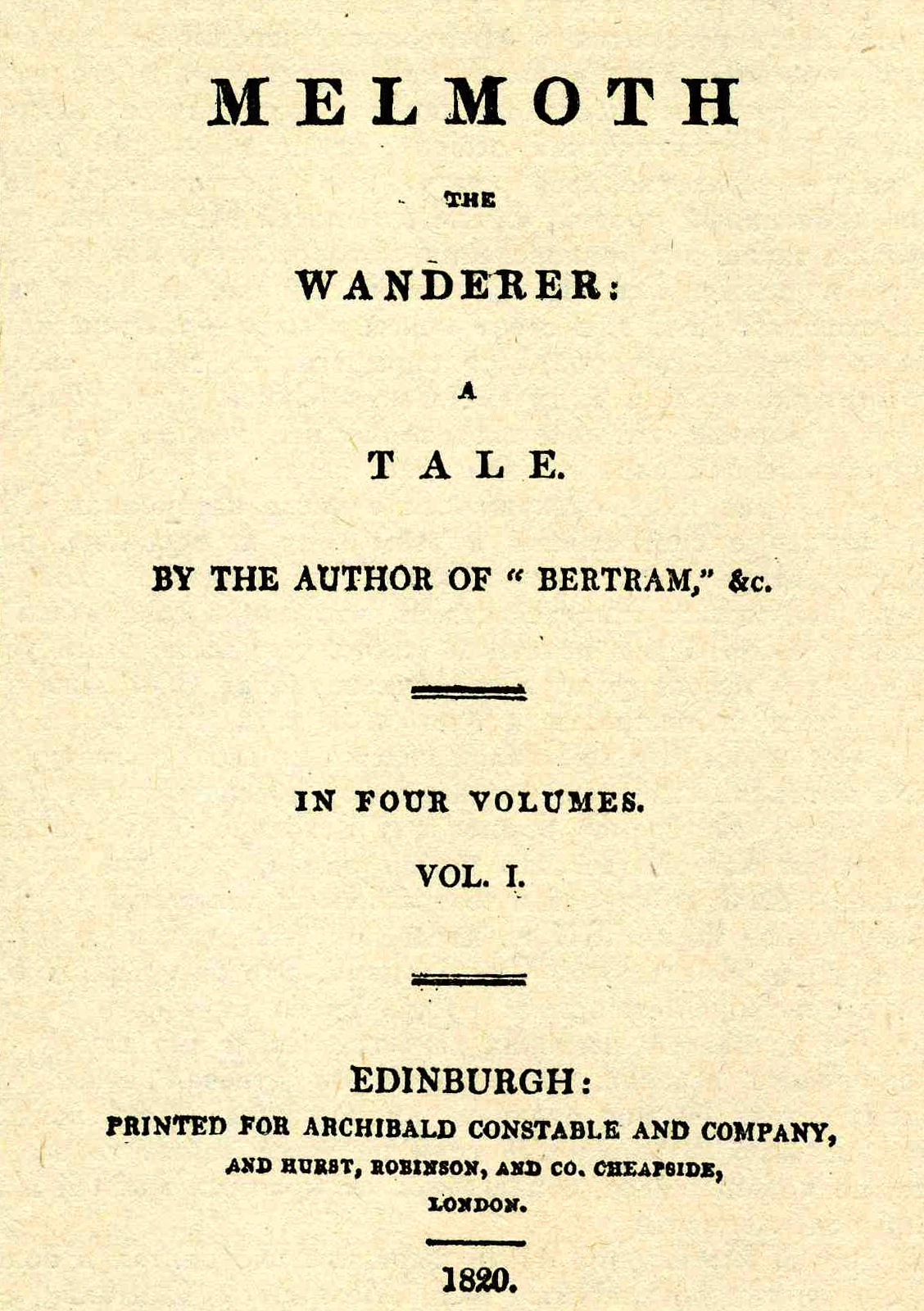
Strona tytułowa powieści "Melmoth the Wanderer"

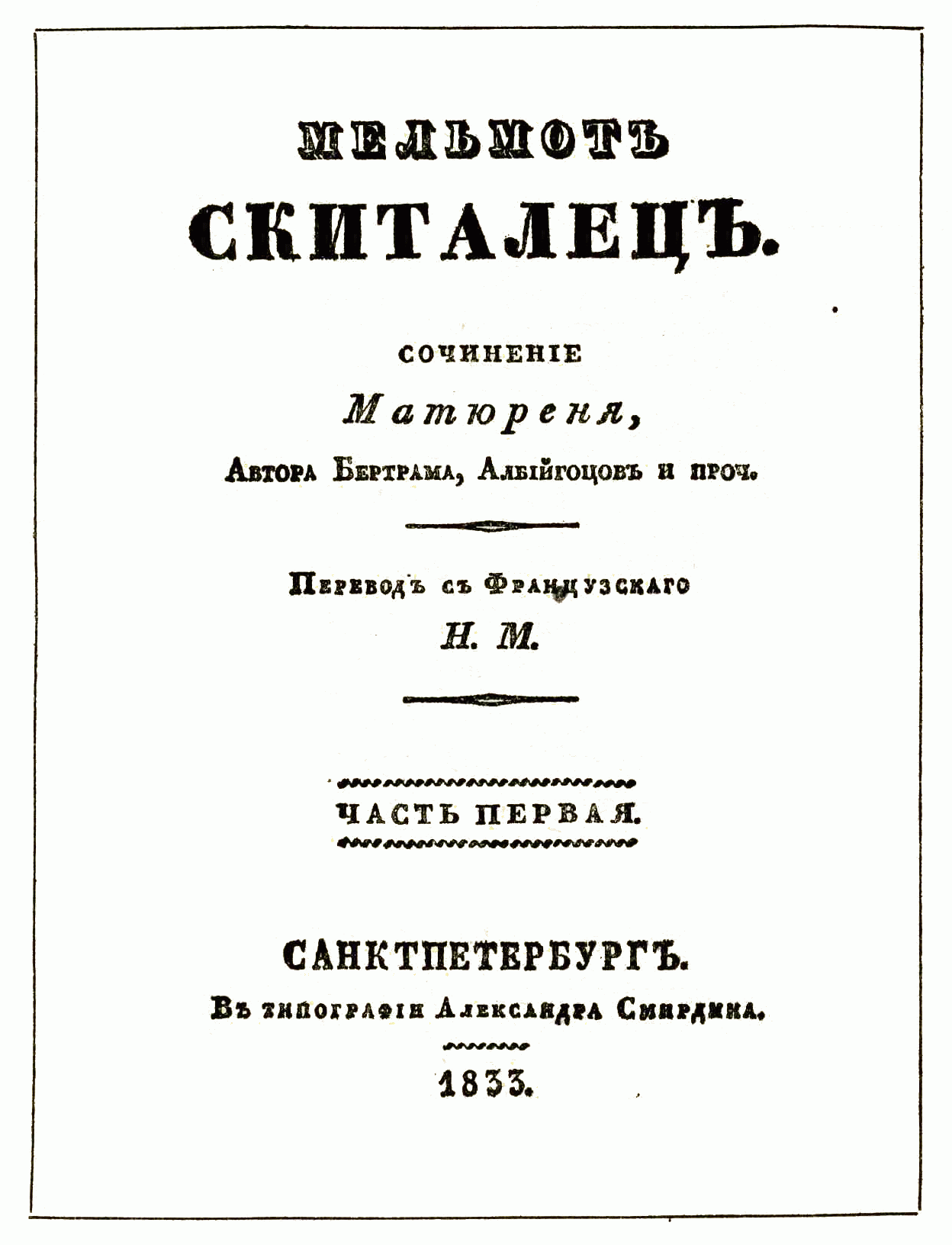
Rosyjskie wydanie "Melmoth the Wanderer" z 1833

Charles Robert Maturin (ur. 25 września 1782, zm. 30 października 1824) – brytyjski duchowny protestancki i pisarz pochodzenia irlandzkiego.

## Twórczość
Był jednym z najwybitniejszych przedstawicieli powieści gotyckiej, rozwijającym motyw zaprzedania duszy diabłu. Autor arcydzieła tego gatunku Melmoth the Wanderer (1820). Wielkim powodzeniem cieszyła się też jego tragedia Bertman (1816) wystawiona w londyńskim teatrze Drury Lane.
Używał pseudonimu Dennis Jasper Murphy.

## Twórczość wybrana

### Powieści
- The Fatal Revenge; or, the Family of Montorio (1807)
- The Wild Irish Boy (1808)
- Women; or, Pour Et Contre; a Tale (1818)
- Melmoth the Wanderer (1820)
- The Albigenses (1824)
- Leixlip Castle (1825)

### Sztuki sceniczne
- Bertram; or The Castle of St. Aldobrand (1816)
- Manuel (1817)
- Fredolfo (1819)
- Osmyn the Renegade (1822)

### Poematy
- The Universe (1821)